# チャールズ・ハウ (作家)
チャールズ・ハウ（英語: Charles Howe、1661年 – 1742年2月17日）は、グロスタシャー出身の作家。Devout Meditations; or a Collection of Thoughts upon Religious and Philosophical Subjectsと題する著作が死後の1751年に出版された。

## 生涯
ジョン・グロバム・ハウと妻アナベラ（Annabella、旧姓スクロープ（Scrope）、1631年ごろ – 1704年3月21日、初代サンダーランド伯爵エマニュエル・スクロープの庶出の娘）の三男として、1661年にグロスタシャーのケイシー・コンプトン（Casy Compton）で生まれた。1677年5月14日にオックスフォード大学クライスト・チャーチに入学、1678年5月7日にリンカーン法曹院に入学した。青年期に国王チャールズ2世の宮廷に出入りすることが多かったが、1686年ごろに海外に渡った。
帰国の後、1688年から1690年ごろにイリナ・ディアリング（Elianor Dering、旧姓パーギッター（Pargiter）、1665年5月5日 – 1696年7月25日、サー・ヘンリー・ディアリングの未亡人、サー・ウィリアム・パーギッターの一人娘）と結婚、3男3女をもうけたが、成人したのは1女だけだった。
- レオノーラ・マリア（Leonora Maria、1720年1月没） - 1709年、ピーター・バサースト（英語版）（1687年5月3日 – 1748年4月25日）と結婚、1男2女をもうけた[4][5][6]

1696年に妻が死去した後は隠居して信仰に没頭した。1742年2月17日に死去、妻と子女たちと同じくグレートワース教会（Greatworth Church）に埋葬された。死後、孫娘レオノーラが遺産の大半を継承、もう1人の孫娘フランシス（Frances）が100ギニーを継承したほか、友人などに合計で約150ポンドを残した。孫娘レオノーラはグレートワース教会でハウの記念碑を立てた。

## 著作
- Devout Meditations; or a Collection of Thoughts upon Religious and Philosophical Subjects（1751年初版、1752年第2版、1761年第3版、1772年第4版） - 初版では匿名だったが、第2版より著者名が記載された[1]。初版は医者ジョージ・マコーリー（George Macaulay、1716年 – 1766年、ハウの孫娘レオノーラの夫）により出版され[2]、第2版の編集者エドワード・ヤングはこの著作を「健全な精神と真摯な心」（of a sound head and sincere heart）の証明であると評価した[1]